# Creative Assembly
Creative Assembly (offiziell The Creative Assembly Ltd) ist eine am 28. August 1987 von Tim Ansell gegründete britische Spieleentwicklerfirma mit Sitz im englischen Horsham, West Sussex, die für die Entwicklung der Strategiespielreihe Total War sowie Alien: Isolation bekannt ist. Seit 2005 gehört Creative Assembly zu Sega.

## Geschichte
Wie viele andere in den 1990er Jahren gegründete britische Firmen, beschäftigte sich The Creative Assembly ursprünglich mit DOS-Portierungen von Amiga- und ZX-Spectrum-Spielen, wie zum Beispiel Geoff Crammonds Stunt Car Racer, Shadow of the Beast von Psygnosis, oder das bekannte FIFA International Soccer von EA Sports. Obwohl das Entwicklerstudio in England war, arbeitete Creative Assembly meistens mit den australischen EA-Studios zusammen, was sich in den Titeln, die mit der Firma aus Burnaby produziert wurden, widerspiegelt: das offizielle Spiel zur Rugbyweltmeisterschaft von 1995 und 1999, zwei von der Australian Football League lizenzierte Titel von 1998 und 1999 und schließlich Rugby 2001.
Den Durchbruch erreichten die Entwickler schließlich mit dem ersten Spiel der Total-War-Reihe: Shogun: Total War. Dabei handelt es sich um eine Mischung aus rundenbasiertem- und Echtzeit-Strategiespiel, in dem man Tausende von Wetter und Terrain beeinflusste Einheiten befehligen konnte. Das in der Sengoku-Zeit Japans angesiedelte Spiel wurde ein voller Erfolg und verkaufte sich ziemlich gut. Es folgten die Erweiterung Mongol Invasion und die zwei Nachfolger Medieval: Total War und Rome: Total War, beide wiederum mit Erweiterungen.
Wegen des Potentials der Total-War-Reihe und Creative Assemblys Know-how bezüglich Sportspielen kaufte Sega am 9. März 2005 die Firma für eine Summe von rund 30 Millionen US-Dollar als Teil ihrer Strategie, in europäische Software-Firmen zu investieren.
Seitdem veröffentlichte Sega Medieval 2: Total War, Empire: Total War, Napoleon: Total War, Total War: Shogun 2 sowie Total War: Rome II und Total War: Attila
(auch alle mit Erweiterungen).
Am 7. März 2017 kaufte Sega Crytek Black Sea. Das Studio wird in Zukunft zweiter Standort von Creative Assembly sein und unter dem Namen Creative Assembly Sofia firmieren.

## Entwickelte Spiele
Total-War-Reihe:
- Shogun: Total War (13. Juni 2000)
  - Mongol Invasion (Add-on für Shogun: Total War)
- Medieval: Total War (19. August 2002)
  - Viking Invasion (Add-on für Medieval: Total War)
- Rome: Total War (22. September 2004)
  - Barbarian Invasion (Add-on für Rome: Total War)
  - Alexander (Add-on für Rome: Total War)
- Spartan: Total Warrior (24. Oktober 2005)
- Medieval 2: Total War (10. November 2006)
  - Kingdoms (Add-on für Medieval 2: Total War)
- Empire: Total War (4. März 2009)
- Napoleon: Total War (26. Februar 2010)
- Total War: Shogun 2 (15. März 2011)
  - Fall of the Samurai (23. März 2012) (ohne Shogun 2 spielbar)
- Total War: Rome II (3. September 2013)
- Total War: Attila (17. Februar 2015)
- Total War: Warhammer (24. Mai 2016)
- Total War: Warhammer II (27. September 2017)
- Total War Saga: Thrones of Britannia (3. Mai 2018)
- Total War: Three Kingdoms (23. Mai 2019)
- Total War Saga: Troy (13. August 2020)
- Total War: Warhammer III (17. Februar 2022)

Sonstige Spiele:
- Viking: Battle for Asgard (28. März 2008)
- Alien: Isolation (7. Oktober 2014)
- Halo Wars 2